# Молино Векио (Пезаро и Урбино)
Молино Векио је насеље у Италији у округу Пезаро и Урбино, региону Марке.
Према процени из 2011. у насељу је живело 67 становника. Насеље се налази на надморској висини од 19 м.